# ジョー・フレージャー
ジョー・フレージャー（Joe Frazier、1944年1月12日 - 2011年11月7日）は、アメリカ合衆国のプロボクサー、歌手。元WBA・WBC世界ヘビー級統一王者。1964年東京オリンピックヘビー級金メダリスト。ヘビー級としては小柄ながら、「スモーキン・ジョー」と称される機関車のような突進力とスタミナを備え、リズミカルに上体を揺すり、相手の攻撃を避けながらクラウチングスタイルからの左フックを得意とした。モハメド・アリをプロキャリアで初めて敗北させたボクサーでもあり、アリ等と並び「ヘビー級史上最高のボクサー」として広く知られている。息子のマーヴィス、娘のジャッキー、甥のロドニーもプロボクサーであり、マーヴィスは現役中にマイク・タイソンやラリー・ホームズと対戦し、ジャッキーは2001年にアリの娘レイラと対戦している。

## 来歴

### アマチュア時代
1962年、1963年、1964年の3年連続でゴールデングローブのヘビー級で優勝した。3年間のアマチュアキャリアでフレージャーを破ったのはバスター・マシスのみだった。1964年、負傷したマシスの代役で1964年東京オリンピックにヘビー級で出場し、決勝でドイツ（当大会では東西統一チーム）のハンス・フーバーを3-2の判定で破り金メダルを獲得した。

### プロ時代
1965年8月16日、プロデビュー。
1967年、6連勝を果たし、リングマガジン ファイター・オブ・ザ・イヤー（年間最優秀選手賞）に選出された（1度目）。
1968年3月4日、ニューヨークのマディソン・スクエア・ガーデンでアマチュア時代から因縁のあるバスター・マシスとNYSACニューヨーク州公認世界ヘビー級王座決定戦を行い、11回2分33秒KO勝ちを収め王座獲得に成功した。
1969年2月16日、ニューヨークのマディソン・スクエア・ガーデンでジェリー・クォーリーと対戦し、7回終了時にTKO勝ちを収め4度目の王座防衛に成功した。この試合はリングマガジン ファイト・オブ・ザ・イヤー（年間最高試合賞）に選出された。
1970年2月16日、ニューヨークのマディソン・スクエア・ガーデンでWBA世界ヘビー級王者ジミー・エリスに挑戦。4回にエリスからキャリア初のダウンを奪い、4回終了時にTKO勝ちを収め、WBA王座獲得に成功するとともに、空位のWBC王座を獲得し統一王者となった。この試合は1970年のファイター・オブ・ザ・イヤーに選出された。

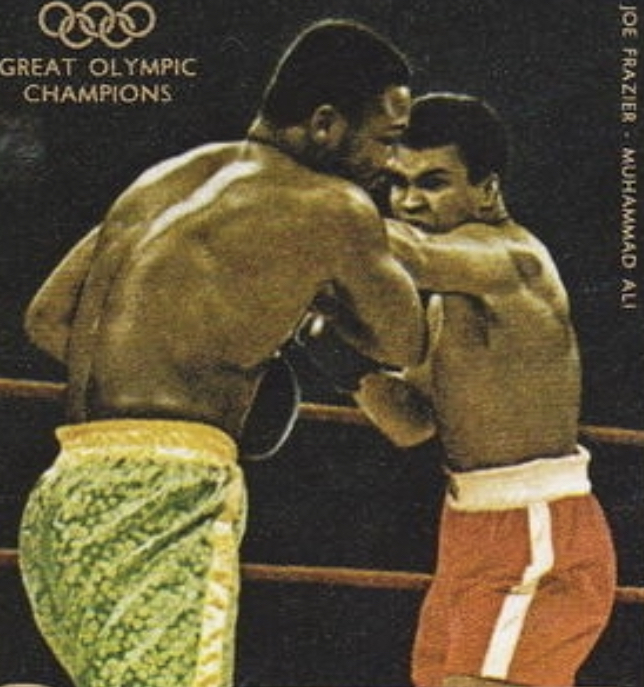
モハメド・アリと対戦するフレージャー（1971年）

1971年3月8日、ニューヨークのマディソン・スクエア・ガーデンで元WBA・WBC世界ヘビー級統一王者モハメド・アリと対戦。31戦無敗のアリと26戦無敗のフレージャーの対戦は「世紀の一戦」として大々的に宣伝され、ボクシングライターのジョン・コンドンは「私の人生の中で最大のイベントだ」と述べた。 試合前、アリはフレージャーを「白人の支配階級に利用されている間抜け」「奴は王者として醜すぎる」と罵り、フレージャーはアリの旧名であるカシアス・クレイと呼んで応戦した。試合が始まると、アリは下がりながらパンチのコンビネーションで牽制し、フレージャーは怯むことなく体を揺すりながらプレッシャーをかけフック系のパンチでアリのボディと顔面を捉える。試合中、アリはフレージャーを挑発し、パンチを受けても首を横に振り効いてないとアピールしたが、フレージャーのパンチでダメージが蓄積すると徐々に余裕がなくなり、中盤以降は逆にフレージャーがノーガードでアリのパンチを交わしながら笑みを浮かべて挑発した。終盤に入るとフレージャーはアリを何度もぐらつかせ、15回には左フックでダウンを奪い3-0の判定勝ち。2度目の王座防衛に成功し、アリにプロキャリア初黒星を与えた。この試合はリングマガジンのファイト・オブ・ザ・イヤーに選出された。
1973年1月22日、キングストンのナショナル・スタジアムでジョージ・フォアマンと対戦。1Rに3度、2Rにも3度のダウンを奪われ、2回2分26秒TKO負けを喫し王座から陥落。キャリア30戦目で初黒星を喫し、無敗記録は29でストップした。当時、アリに勝利しヘビー史上最強と謳われたフレージャーをフォアマンが一方的に打ちのめす試合内容は「キングストンの惨劇」と呼ばれた。この試合はリングマガジンのファイト・オブ・ザ・イヤーに選出された。

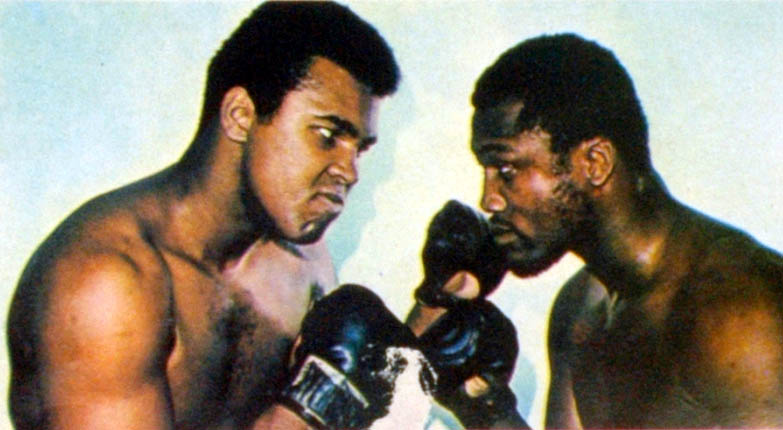
イベントで使用されたアリ(左)対フレージャー(右)の宣材写真

1974年1月28日、ニューヨークのマディソン・スクエア・ガーデンでモハメド・アリと3年ぶりの再戦を行う。序盤はアリが優勢となり、2回にはフレージャーをぐらつかせた。中盤からはフレージャーがアリを捉え始め、終盤は2人の勢いがラウンド毎に変化する死闘を繰り広げ、最終的に12回0-3の判定負けを喫し、リベンジを許した。この試合はリングマガジンのファイト・オブ・ザ・イヤーに選出された。
1975年10月1日、フィリピンのアラネタ・コロシアムでWBA・WBC世界ヘビー級王者モハメド・アリとラバーマッチを行う。試合序盤、フレージャーは積極的に動くアリと打ち合いを繰り広げた。しかし、アリはすぐに疲れたような素振りを見せ、フォアマン戦で見せた『ロープ・ア・ドープ』を多用した。アリはカウンターを幾度かヒットさせたが、フレージャーも怯むことなく反撃。そして第12ラウンド、フレージャーに疲労が見え始め、アリは鋭いパンチを数発ヒットさせ、フレージャーの左目を腫れ上がらせ、右目をカットさせた。その後フレージャーは第13ラウンドと第14ラウンドを圧倒され、14回終了時にフレージャーのトレーナーのエディ・ファッチがストップを要請したため、TKO負けで王座獲得に失敗した。一方、アリもこの時点で体力の消耗が著しく、敗北を覚悟してグローブを外して欲しいとセコンドに頼んだという。終生のライバルとなったアリとは3度対戦して、アリが2勝1敗で勝ち越した。興行名を「ザ・スリラー・イン・マニラ」（The Thrilla in Manila）としたこの対戦は、両者が死力を尽くして形勢が何度も逆転した名試合であり、この試合もリングマガジン ファイト・オブ・ザ・イヤーに選出された。アリは後に、この試合が「人生で最も死に近い瞬間だった」と語り、後に試合を見返したかという質問に「なぜ俺があの地獄を振り返りたいと思うんだ？」と答え、フレージャーに敬意を表した。
1981年、37歳で現役を引退。現役生活16年、通算成績32勝（27KO）4敗1分でキャリアを終え、プロではアリとフォアマンのみにしか敗れなかった。

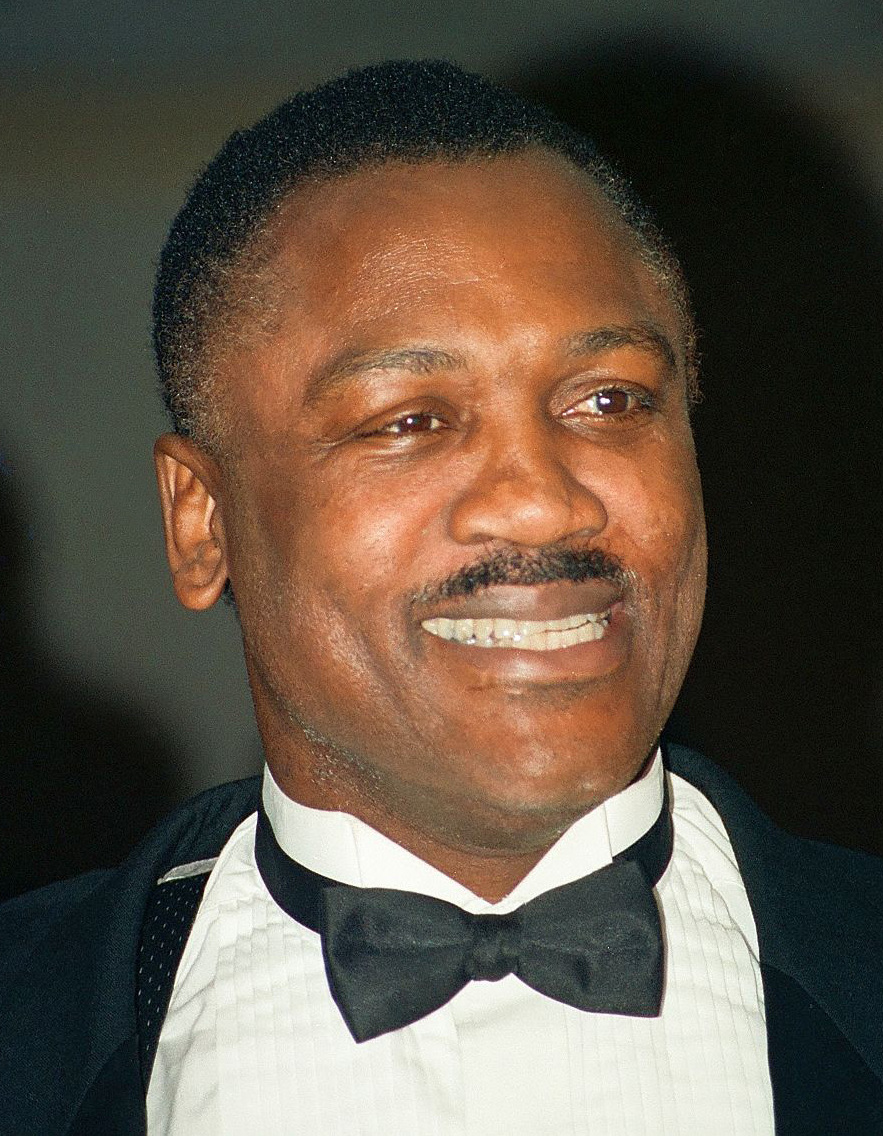
引退後（1996年）

### 死去

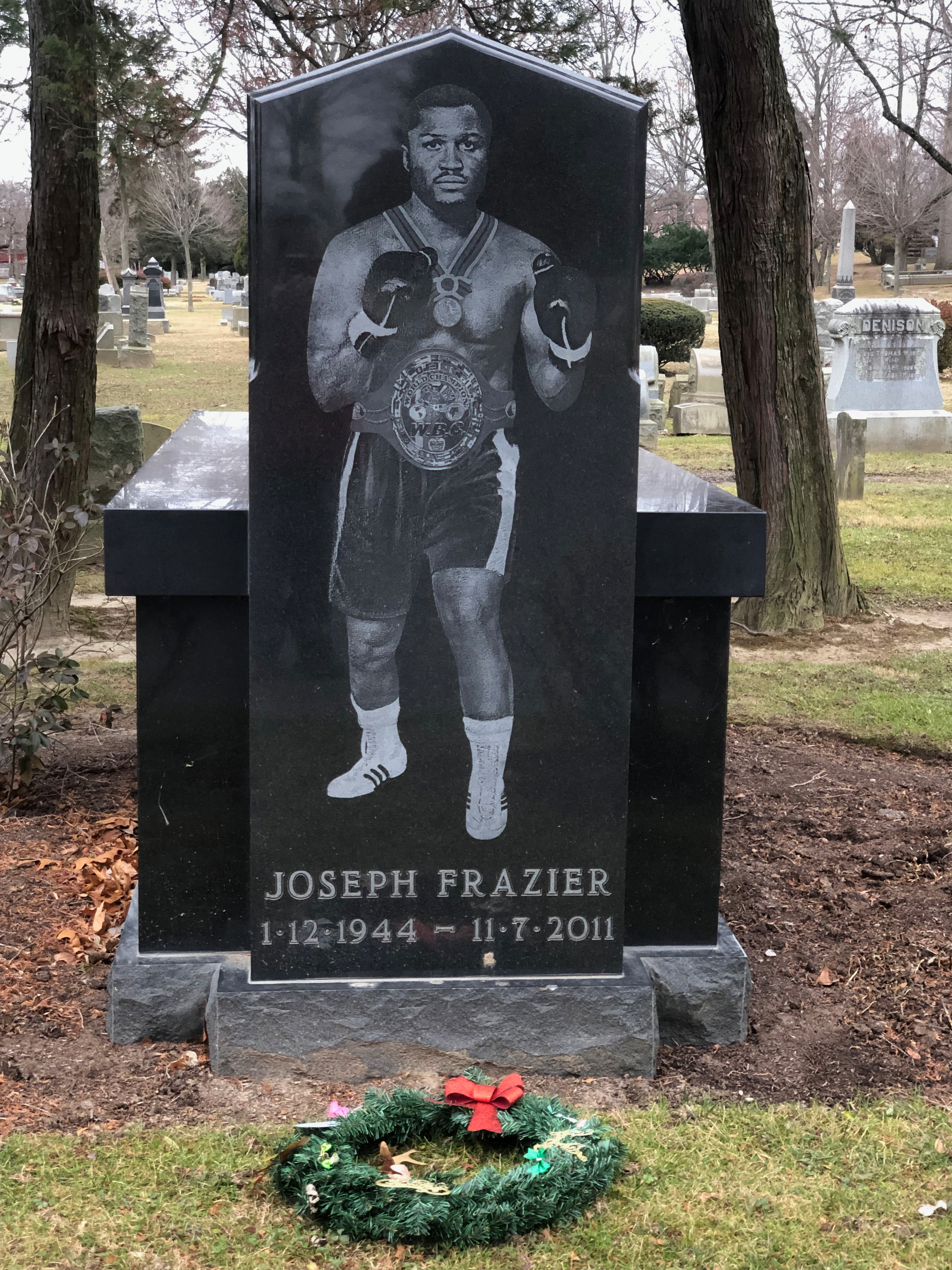
フレージャーの墓

2011年9月下旬に肝臓がんと診断され、2カ月間ホスピスケアを受けた末に、11月7日に死去。67歳没。フレージャーの死を受けて、モハメド・アリは「世界は偉大なチャンピオンを失いました。敬意と賞賛の気持ちと共に、ジョーは私の心の中で永遠に生き続けるでしょう」と声明を発表した。フレージャーの葬儀は11月14日にフィラデルフィアのイーノン・タバナクル・バプテスト教会で行われ、アリを始め、ラリー・ホームズ、マジック・ジョンソン、デニス・ロッドマン、ドン・キング等が出席した。また、葬儀費用はフロイド・メイウェザー・ジュニアが負担した。フレージャーの遺体はアイビー・ヒル墓地に埋葬された。

## 人物・エピソード

### アリとの関係

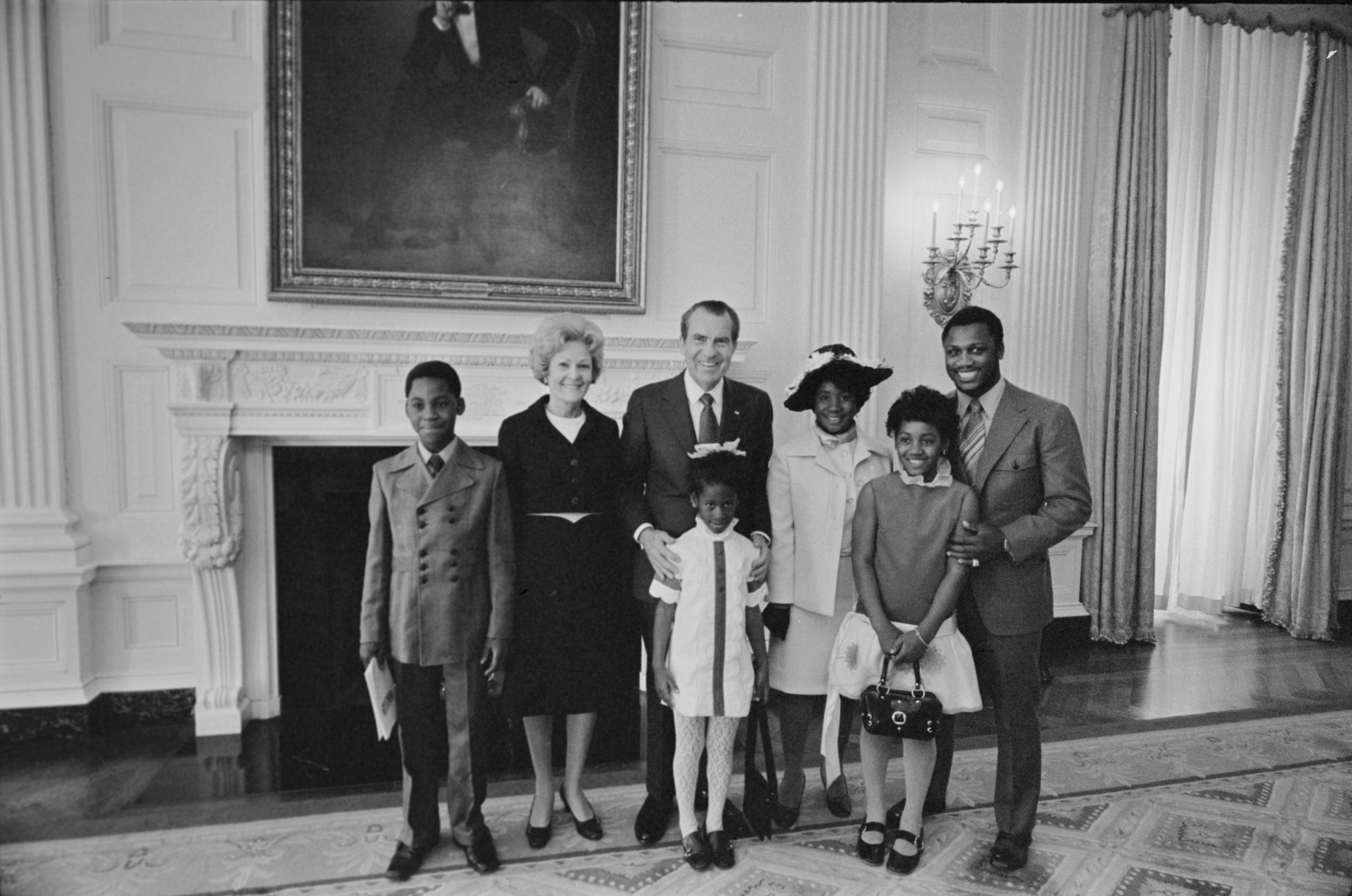
リチャード・ニクソン大統領との記念撮影（1971年4月19日撮影）

2002年に出版されたインタビューの中で、フレージャーはモハメド・アリと初めて出会ったのが1968年頃だったと回想している。当時、アリは徴兵を拒否して剥奪されたボクシング・ライセンスを取り戻すために法廷闘争を続けており、フレージャーは世界ヘビー級王者だった。ライフ誌の元スポーツ編集長でフレージャーの取り巻きの一人であったデイブ・ウルフによると、フレージャーはアリを倒せば「史上最強のボクサー」として認知されると考えていたため、アリのライセンス再取得に協力的だったという。フレージャーは、当初アリが行うはずだったリチャード・ニクソン大統領との面会を代役でこなし、当時アリに金も貸していた。アリも当初フレージャーに対して好意を示しており「私とフレージャーは後に友人になるだろう。私はアンクル・トムのような裏切りをせずに歴史に名を刻みたいが、フレージャーも同じ気持ちだろう。彼は馬鹿じゃない」と語っている。しかし、1試合目が近づくにつれ、アリはフレージャーのことを「馬鹿」「アンクル・トム」と罵り、2試合目では「無能」、3試合目では「ゴリラ」呼ばわりした。フレージャーも応戦し、アリの旧名である「カシアス・クレイ」や「偽物」と呼んで挑発した。作家のフェリックス・デニスとドン・アティオは、アリが過去にフレージャーに対して親切な言葉をかけていたことを考えると、フレージャーに対するトラッシュ・トークは全て空虚に聞こえたと指摘している。アリとフレージャーは5年間で3度対戦し、特に1度目と3度目の対戦はボクシング史上に残る名勝負とされている。3度目の試合後、アリは控室にフレージャーの息子マーヴィスを呼び、父親に対する今までの発言を謝罪。マーヴィスがアリの謝罪を父親に伝えると、フレージャーはアリが自分の控室に直接謝罪に来るべきだと語ったという。その後2人は度々面会し、テレビ番組で共演した際にはハグを交わし互いに敬意を表した。2001年のニューヨーク・タイムズとのインタビューで、アリは再びフレージャーに対し試合を宣伝するためにトラッシュ・トークを行ったことを謝罪した。フレージャーはこの問題を忘れる時が来たと語り謝罪を受け入れ、1度目の対戦から40年が経った2011年、フレージャーはアリを完全に許し謝罪を受け入れたと述べた。翌年の2012年にフレージャーが死去、アリはフレージャーの葬儀に参列し、パーキンソン病で震える身体で席から立ち上がりフレージャーに対して拍手を送ったという。

### その他

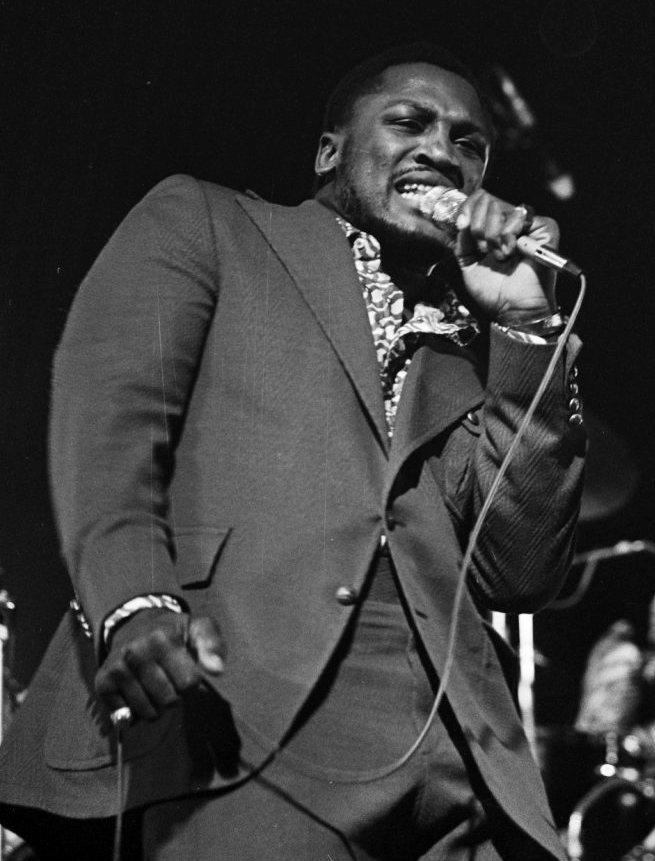
オランダでコンサートを行うフレージャー

- 1970年代後半、フレージャーは『ジョー・フレージャー・アンド・ザ・ノックアウトズ』というソウル・ファンク・グループを結成し、アメリカやヨーロッパ各国でツアーを行い、ビルボードでも言及されるなど成功を収め、数多くのシングル曲をレコーディングした。また、1978年のミラー・ビールのコマーシャルでも歌を披露した。1978年9月15日、アリとレオン・スピンクスの再戦を前に、フレージャーはリング上でアメリカ合衆国国歌を独唱した[9]。
- 映画『ロッキー』の名場面とされている、主人公ロッキー・バルボアがトレーニングの一環で吊るされた冷凍肉を殴るシーンや、フィラデルフィア美術館の階段を駆け上がるシーンは、フレージャーが実際に行なっていたトレーニングから取られている[10]。
- ドラマーのビル・ブルーフォードが結成した自身のバンド「ブルーフォード」のアルバム「Gradually Going Tornado」に彼の名をそのままタイトルにした「Joe Frazier」という曲がある。また、このバンドのベーシストであるジェフ・バーリンのソロアルバムには「Joe Frazier Round2」が収録されている。
- 1984年に放送された第8回アメリカ横断ウルトラクイズ（日本テレビ）の準決勝（フィラデルフィア）において、罰ゲームのゲスト（スパーリングパートナー）を務めた。敗者2名が罰ゲームに挑んだが、このうち1名の敗者は腹部にフレージャーのパンチを受け気絶した。
- 1964年から1965年頃、練習中の事故により、左目の視力をほとんど失っていたといい、右からのパンチが見えていなかったという[11]。
- 漫画家の板垣恵介は、週刊少年チャンピオンにてフレージャーの死を「同年に死去したスティーブ・ジョブスよりも残念です」とコメントした。

## 戦績
- プロボクシング：37戦 32勝 (28KO) 4敗 1分

| 戦           | 日付           | 勝敗 | 時間     | 内容    | 対戦相手                 | 国籍           | 備考                                                                                                |
| ------------ | -------------- | ---- | -------- | ------- | ------------------------ | -------------- | --------------------------------------------------------------------------------------------------- |
| 1            | 1965年8月16日  | ☆    | 1R 1:42  | TKO     | ウッディ・ゴス           | アメリカ合衆国 | プロデビュー戦                                                                                      |
| 2            | 1965年9月20日  | ☆    | 3R 1:39  | TKO     | マイク・ブルース         | アメリカ合衆国 | |
| 3            | 1965年9月28日  | ☆    | 2R 2:06  | TKO     | レイ・ステープルズ       | アメリカ合衆国 | |
| 4            | 1965年11月11日 | ☆    | 1R 2:38  | KO      | エイブ・デービス         | アメリカ合衆国 | |
| 5            | 1966年1月17日  | ☆    | 1R 1:41  | KO      | メル・ターンボウ         | アメリカ合衆国 | |
| 6            | 1966年3月4日   | ☆    | 5R 2:58  | TKO     | ディック・ウィッパーマン | アメリカ合衆国 | |
| 7            | 1966年4月4日   | ☆    | 2R 0:55  | TKO     | チャーリー・ポリート     | アメリカ合衆国 | |
| 8            | 1966年4月28日  | ☆    | 3R 1:09  | KO      | ドン・スミス             | アメリカ合衆国 | |
| 9            | 1966年5月19日  | ☆    | 3R 2:47  | KO      | チャック・レスリー       | アメリカ合衆国 | |
| 10           | 1966年5月26日  | ☆    | 1R 2:33  | KO      | アル・ジョーンズ         | アメリカ合衆国 | |
| 11           | 1966年7月25日  | ☆    | 6R 終了  | TKO     | ビリー・ダニエルズ       | アメリカ合衆国 | |
| 12           | 1966年9月21日  | ☆    | 10R      | 判定2-1 | オスカー・ボナベナ       | アルゼンチン   | |
| 13           | 1966年11月21日 | ☆    | 10R 0:22 | TKO     | エディ・マッチェン       | アメリカ合衆国 | |
| 14           | 1967年2月21日  | ☆    | 6R 2:28  | KO      | ダグ・ジョーンズ         | アメリカ合衆国 | |
| 15           | 1967年4月11日  | ☆    | 5R 0:48  | TKO     | ジェファーソン・デービス | アメリカ合衆国 | |
| 16           | 1967年5月4日   | ☆    | 10R      | 判定3-0 | ジョージ・ジョンソン     | アメリカ合衆国 | |
| 17           | 1967年7月19日  | ☆    | 3R 2:04  | KO      | ジョージ・シュバロ       | カナダ         | |
| 18           | 1967年10月17日 | ☆    | 2R 1:04  | TKO     | トニー・ドイル           | アメリカ合衆国 | |
| 19           | 1967年12月18日 | ☆    | 3R 1:40  | TKO     | マリオン・コナー         | アメリカ合衆国 | |
| 20           | 1968年3月4日   | ☆    | 11R 2:33 | TKO     | バスター・マシス         | アメリカ合衆国 | NYSACヘビー級王座決定戦                                                                             |
| 21           | 1968年6月24日  | ☆    | 2R 終了  | TKO     | マヌエル・ラモス         | アメリカ合衆国 | NYSAC防衛1                                                                                          |
| 22           | 1968年12月10日 | ☆    | 15R      | 判定3-0 | オスカー・ボナベナ       | アルゼンチン   | NYSAC防衛2                                                                                          |
| 23           | 1969年4月22日  | ☆    | 1R 1:36  | KO      | デイブ・ザイグレヴィッチ | アメリカ合衆国 | NYSAC防衛3                                                                                          |
| 24           | 1969年6月23日  | ☆    | 7R 終了  | TKO     | ジェリー・クォーリー     | アメリカ合衆国 | NYSAC防衛4                                                                                          |
| 25           | 1970年2月16日  | ☆    | 4R 終了  | TKO     | ジミー・エリス           | アメリカ合衆国 | WBA世界ヘビー級タイトルマッチ WBC世界ヘビー級王座決定戦 WBA・WBC・リングマガジン王座獲得 NYSAC防衛5 |
| 26           | 1970年11月18日 | ☆    | 2R 0:49  | KO      | ボブ・フォスター         | イギリス       | WBA・WBC防衛1                                                                                       |
| 27           | 1971年3月8日   | ☆    | 15R      | 判定3-0 | モハメド・アリ           | アメリカ合衆国 | WBA・WBC防衛2                                                                                       |
| 28           | 1972年1月15日  | ☆    | 4R 1:47  | TKO     | テリー・ダニエルズ       | アメリカ合衆国 | WBA・WBC防衛3                                                                                       |
| 29           | 1972年5月25日  | ☆    | 4R 終了  | TKO     | ロン・スタンダー         | アメリカ合衆国 | WBA・WBC防衛4                                                                                       |
| 30           | 1973年1月22日  | ★    | 2R 2:26  | TKO     | ジョージ・フォアマン     | アメリカ合衆国 | WBA・WBC王座陥落                                                                                    |
| 31           | 1973年7月2日   | ☆    | 12R      | 判定    | ジョー・バグナー         | イギリス       | |
| 32           | 1974年1月28日  | ★    | 12R      | 判定0-3 | モハメド・アリ           | アメリカ合衆国 | NABFヘビー級タイトルマッチ                                                                          |
| 33           | 1974年6月17日  | ☆    | 5R 1:37  | TKO     | ジェリー・クォーリー     | アメリカ合衆国 | |
| 34           | 1975年3月2日   | ☆    | 9R 0:59  | TKO     | ジミー・エリス           | アメリカ合衆国 | |
| 35           | 1975年10月1日  | ★    | 14R 終了 | TKO     | モハメド・アリ           | アメリカ合衆国 | WBA・WBC世界ヘビー級タイトルマッチ                                                                  |
| 36           | 1976年6月15日  | ★    | 5R 2:26  | TKO     | ジョージ・フォアマン     | アメリカ合衆国 | NABFヘビー級タイトルマッチ                                                                          |
| 37           | 1981年12月3日  | △    | 10R      | 判定0-1 | フロイド・カミングス     | アメリカ合衆国 | |
| テンプレート |                |      |          |         |                          |                | |